# Super Bock Group
O Super Bock Group (anteriormente designado de Unicer Bebidas de Portugal, SGPS, SA) é uma empresa portuguesa e com centro de decisão em Portugal, cuja atividade principal assenta no negócio das Cervejas e das Águas engarrafadas. É a maior empresa portuguesa de bebidas, estando também presente nos segmentos dos refrigerantes, sidras e vinhos, na produção e comercialização de malte e no negócio do Turismo.

## Estrutura
O Super Bock Group é uma empresa com maioria de capitais portugueses e com centro de decisão em Portugal, detida em 56% pela VIACER (Violas SGPS e Grupo Carlsberg) e em 44% pelo Grupo Carlsberg. A Holding Viacer é constituída, por sua vez, pelo Grupo Carlsberg 28,5% e  Violas (71,5%).
É o maior exportador português de Cervejas - uma operação que já chega a mais de 50 países, sobretudo através da Super Bock, que é a cerveja portuguesa mais vendida no mundo.
A empresa segue uma estratégia multi marca e multi mercado centrada nos negócios das Cervejas e das Águas engarrafadas mas que se estende aos segmentos dos Refrigerantes, Sidra e Vinhos. O Super Bock Group está ainda associada à atividade de produção e comercialização de malte e detém ativos na área do Turismo, os Parques Lúdico-Termais de Vidago e Pedras Salgadas, ambos na região de Trás-os-Montes.

## História

### Origens (1890-1950)
As origens da empresa remontam aos inícios da industrialização do sector das bebidas, na segunda metade do século XIX, quando, em 7 de Março de 1890, se formou a CUFP - Companhia União Fabril Portuense das Fábricas de Cerveja e Bebidas Refrigerantes - que se pode considerar a mãe da atual empresa de bebidas, com o capital inicial de 125 contos de réis. Das sete fábricas que se uniram nesse projeto, algumas tinham já várias décadas de existência.

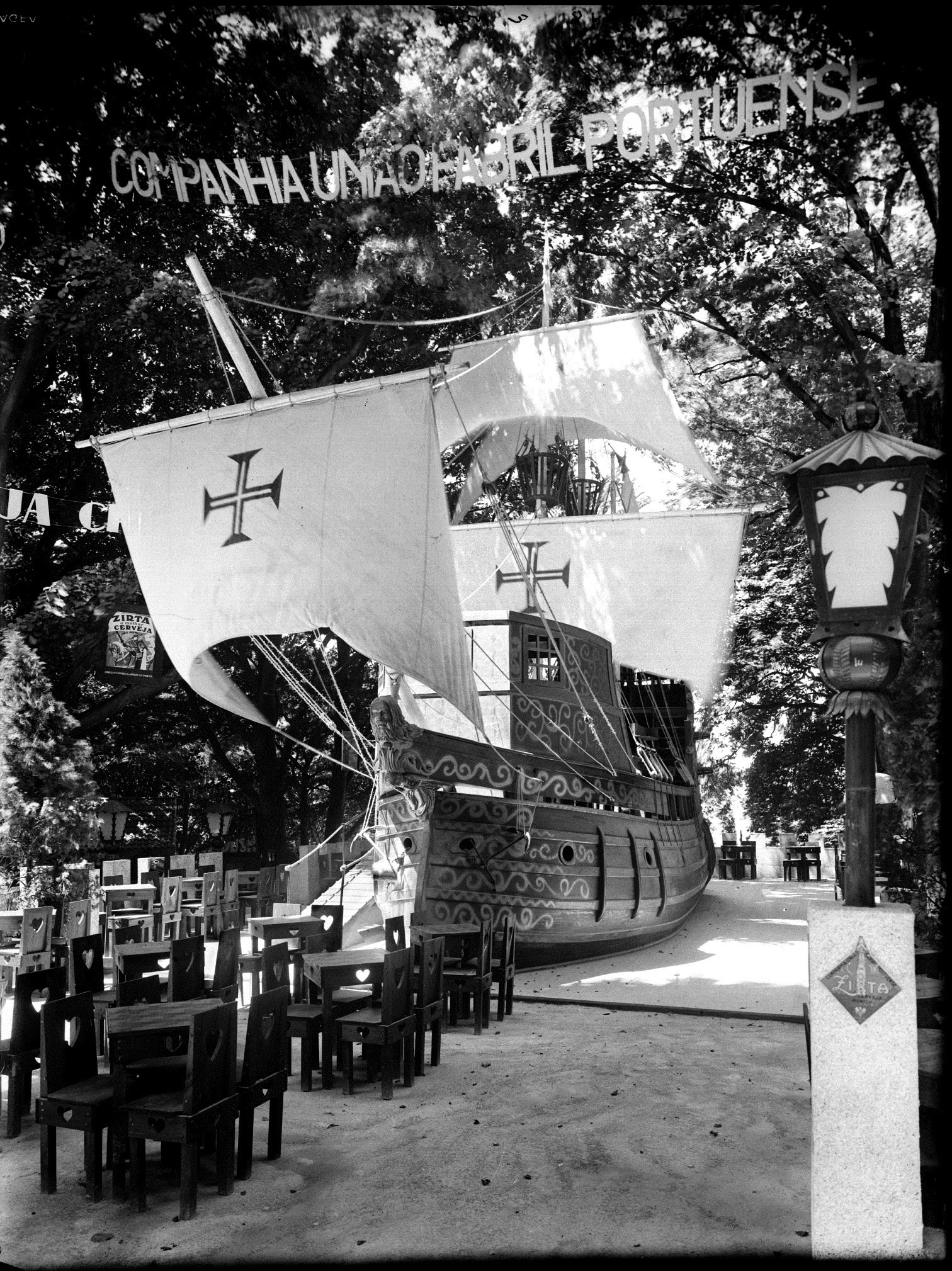
Presença da Companhia União Fabril Portuense das Fábricas de Cerveja e Bebidas Refrigerantes (CUFP) na Exposição Colonial Portuguesa, de 1934

### Nacionalização e criação da Unicer (1960-1980)
No período revolucionário, a CUFP seria nacionalizada em 30 de Agosto de 1975. Em Dezembro de 1977, o Estado procedeu à reestruturação do sector, agregando as cinco empresas nacionalizadas em duas, a Centralcer, e a Unicer - União Cervejeira (reunindo a CUFP, a União Cervejeira de Portugal e a COPEJA).
Em 1988, por Decreto-Lei n.º 353/88, a Unicer foi transformada em "sociedade anónima de capitais maioritariamente públicos" com a designação Unicer - União Cervejeira, SA. A produtividade mais do que triplicou entre 1979 e 1989 e, no final da década, as vendas de cerveja Unicer ultrapassavam os 300 milhões de litros. Foi também neste período que a Unicer iniciou uma aposta consistente na exportação ultrapassando, em 1983, um milhão de litros de cerveja exportada, atingindo mais de 4 milhões de litros em 1988.

### Reprivatização e crescimento (1989-1999)
Os indicadores económicos e financeiros da Unicer nos anos oitenta justificaram que tivesse sido escolhida pelo governo para iniciar o processo de privatizações. Assim, a 26 de Abril de 1989, em sessão pública realizada na Bolsa de Valores do Porto, decorreu a privatização de 49% do capital. Em 1990, ano em que a empresa comemorava o seu centenário, teve lugar a reprivatização total, com a venda dos 51% do capital ainda detido pelo Estado.
Ao longo dos anos 1990, a Unicer prosseguiu os investimentos de modernização tecnológica em todos os sectores, incremento da produtividade, racionalização e expansão da rede de distribuição e rejuvenescimento das marcas e da imagem da empresa. Depois de 1995, o mercado das cervejas voltou a crescer, tendo a Unicer reforçado a sua liderança no sector.
A marca Super Bock expandiu a sua popularidade, com a participação em importantes eventos como o mais emblemático festival de Verão Super Bock Super Rock, cuja primeira edição decorreu em 1995, a EXPO’98 ou a campanha «Super Bock / Cerveja Oficial do Ano 2000», lançada em 1999.
Em 1992, a Unicer passou a produzir e comercializar a marca dinamarquesa Carlsberg em Portugal.

### Reestruturação (2000-2005)
No ano 2000, o núcleo principal de acionistas da Unicer, juntamente com a holding Viacer, lança uma oferta pública de aquisição (OPA), e passa a deter a totalidade do capital, à exceção das ações próprias da empresa.
No final do ano 2000, foi formalizada a mudança da denominação de Unicer - União Cervejeira, SA, para Unicer - Bebidas de Portugal, SA. Um ano depois, a empresa alterou a sua natureza jurídica, transformando-se numa sociedade gestora de participações sociais (SGPS) e reorganizando e autonomizando as diversas unidades de negócio.
Em 2000, a Unicer entrou no sector dos cafés, com a aquisição do capital da empresa A Caféeira, S.A., tendo ainda reforçado a sua posição no sector dos vinhos, com a compra da Quinta do Minho e da Vimompor - Sociedade Vinícola de Monção. Em 2002, a compra da VMPS - Vidago, Melgaço e Pedras Salgadas e a sua integração na Unicer, incluindo as seis instalações industriais, parques naturais e unidades termais e hoteleiras e seis marcas de água, projetaram a empresa para novos desafios no sector das águas engarrafadas, bem como a entrada no sector do Turismo.

### Novo modelo de Governação (2006)
Em Junho de 2006, dá-se uma mudança no modelo de governação da Unicer, passando a liderança operacional a ser desempenhada pelo presidente da Comissão Executiva, cargo que foi confiado a António de Magalhães Pires de Lima.
Anos mais tarde, no caso da cerveja, principal negócio da empresa, deu-se a concentração de toda a produção em Leça do Balio, onde se iniciou, em 2012, a construção de uma nova fábrica, com uma capacidade de 450 milhões de litros, concebida de acordo com a prospetiva da atividade da empresa para os próximos vinte anos. Esta aposta na centralização e desenvolvimento deste centro de produção corresponde a um investimento que ascendeu aos 100 milhões de euros.
Em Julho de 2013, António Pires de Lima deixa a presidência da Comissão Executiva da Unicer, para ocupar o cargo de Ministro da Economia. Foi substituído por João Abecasis.

### 125 anos Unicer (2015)
A Unicer comemorou o 125.º aniversário a 7 de Março de 2015, numa cerimónia presidida pelo Presidente da República, Aníbal Cavaco Silva. A comemoração coincidiu com a inauguração do novo complexo industrial de Leça do Balio, que integra o novo armazém logístico, o edifício-sede e o Centro de Produção de Cerveja, num investimento superior a 100 milhões de euros.
O Centro de Produção de Cerveja destaca-se por aliar novos equipamentos, tecnologicamente superiores, a uma maior capacidade de produção. O novo armazém logístico é uma infraestrutura totalmente automatizada, com um circuito de carros elétricos com ligação direta à fábrica e onde é possível armazenar 40 mil paletes e movimentar diariamente 12 mil paletes. Já a nova sede, inaugurada em Setembro de 2014, comporta uma chapa exterior (Sistema de Isolamento Térmico e Acústico) que permite reduzir cerca de 30% do consumo energético.
A sustentabilidade foi uma grande preocupação nesta obra, sendo que se alcançaram indicadores muito positivos. Na nova unidade de produção e enchimento reduziu-se em 23% o consumo de energia elétrica; em 12% o consumo de água; e em 34% o consumo de energia térmica. Já o novo edifício tem em curso o processo de obtenção da certificação LEED, uma normativa que abrange um conjunto de critérios de conceção, construção e operacionalidade de edifícios de um modo ambientalmente sustentável.
Ainda para marcar os 125 anos da empresa, a Unicer lançou o livro "Unicer, uma longa história", uma obra da autoria do professor catedrático Gaspar Martins Pereira e com prefácio do jornalista Júlio Magalhães.

### Nova identidade (2017)
No dia 10 de novembro de 2017, a Unicer anuncia que a empresa terá uma nova identidade passando a ser designada de Super Bock Group, numa cerimónia presidida pelo Presidente da República, Marcelo Rebelo de Sousa. Esta a nova designação da Unicer, pretende simbolizar as suas qualificadas cervejeiras e dar continuidade à sua estratégia de crescimento em Portugal assim como fortalecer a expansão internacional através da sua principal marca, a Super Bock, presente em mais de 50 países. Os mais de 1200 colaboradores do grupo receberam a notícia na véspera, num encontro em que celebrou o 90º aniversário da Super Bock.

## Internacionalização
Até 2021 todas as unidades produtivas do grupo encontram-se situadas em Portugal. Nesse ano as cervejas do grupo passaram a ser fabricadas também em Angola através de uma parceria com a Refriango.
Em 2024 as exportações de cervejas e águas a partir de Portugal, correspondiam a 20% da produção total do grupo, em 2013 correspondiam a 30%, em 2012 correspondiam a 34%, em 2011 correspondiam a 30%, em 2006 correspondiam a 18% e em 2000 correspondiam a 6% da produção total. Em volume, em 2014 foram exportados mais de 200 milhões de litros, em 2012 foram exportados 220 milhões de litros e em 2010 as exportações ultrapassaram os 190 milhões de litros.
Por produtos, as exportações foram as seguintes:
- Cerveja: em 2013 foram exportados 40% da cerveja produzida[46], em 2012 e 2010 foram exportados 40%[48][47]. Por volume, em 2017 foram exportados 100 milhões de litros de cerveja[49], e em 2006 as exportações foram de 117 milhões de litros de cerveja.[45]
- Águas: em 2009 o grupo exportou 50 milhões de litros de água[50], em 2006 exportou 23 milhões de litros de água.[45]

### Mercados
O grupo tem atividades comerciais nos seguintes países:
- Europa: Portugal, França, Reino Unido, Alemanha, Dinamarca, Luxemburgo, Holanda, Bélgica, Itália, Croácia, Andorra, Áustria, Suíça, Suécia, Polônia, Malta, Espanha, Noruega, Islândia, Jersey e Finlândia.[51][52]
- África: Cabo Verde, Angola, Moçambique, São Tomé e Príncipe, Guiné Bissau, Namíbia, Gabão, R.D. Congo e África do Sul.[51]
- Américas: Estados Unidos, Canada, Brasil, Bermudas e Antilhas Francesas.[51]
- Ásia: China, Macau, Coreia do Sul, Índia, Japão, Jordânia, Emirados Árabes Unidos, Filipinas, Israel, Arábia Saudita e Singapura.[51][52][53]
- Oceania: Austrália, Timor Leste e Polinésia Francesa.[51][52]

Os principais mercados internacionais são:
- China: após a queda do mercado cervejeiro Angolano, o grupo virou-se para o mercado chinês. Presente neste mercado desde 2009, a Super Bock posiciona-se como uma marca premium, tendo criado cervejas adaptadas aos paladares e aromas típicos da China.[54][55][56] Essas cervejas são a Super Bock Gold e a Crystal Wheat Beer.[55][57] Em 2019 o grupo adquiriu 20% da Sociedade Bebidas de Macau, proprietária da Xiamen Bock Brand Operation, empresa responsável pela comercialização das cervejas do grupo nas províncias de Fujian e Zhejiang.[58][59][57] Em 2016 e 2017 o mercado chinês representou 40% das exportações de cerveja do grupo.[60]
- Angola: Durante muito tempo, Angola foi o principal destino da cerveja fabricada pelo grupo, mas a crise económica e a construção de novas cervejarias fez com que a quota do grupo fosse reduzida praticamente a zero.[59] Em 2021 o Super Bock Group fez uma parceria com a Refriango com o objetivo de fabricar as marcas Super Bock e Cristal em Angola.[40] O objetivo é o fabrico de 30 milhões de litros de cerveja destas duas marcas e assim atingir uma quota de mercado de 5%.[61][62] Em 2011 Angola absorvia 60% das exportações de cerveja do grupo.[44] Em 2008 Angola consumiu 125 milhões de litros de cerveja produzida pelo grupo, sendo que da marca Cristal foram importados 62 milhões de litros,  Sendo os restantes das marcas Super Bock e Carlsberg.[63] Nesse mesmo ano ainda foram importados 23 milhões de litros de outras bebidas, como águas, Sumos e Refrigerantes.[63]
- Suíça: Em 2018, a Suíça era o segundo maior mercado externo da empresa na Europa, onde a Super Bock representa 10% do total das cervejas importadas no país.[64]
- Moçambique: Em 2013 o mercado Moçambicano foi identificado pelo grupo como prioritário, sendo o objetivo nessa altura a venda de 20 milhões de litros de cerveja, em cinco anos.[65][42] Em 2019 as operações do grupo passaram para um agente local, visto que as vendas desceram.[59]
- Espanha: Em Espanha o grupo está principalmente presente nas regiões da Galiza (Corunha, Santiago de Compostela, Vigo, Pontevedra, Ferrol e Ourense) e nas Astúrias (Oviedo, Gijón e Avilés).[66] O principal produto vendido é a cerveja Super Bock Sem Álcool Preta, cuja as vendas ultrapassaram mais de um milhão de litros na Galiza em 2013.[67]
- Brasil: Em 2014 através de uma parceria com a Cervejaria Riograndense, o grupo tinha como objetivo produzir cerveja no Brasil, aproveitando a capacidade de 60 milhões de litros que essa cervejaria possuía.[42] Nessa altura a cerveja Super Bock era distribuída nos estados do Rio Grande do Sul e no Rio de Janeiro, havendo planos para alargar a rede de distribuição a outros estados como São Paulo e Minas Gerais.[68] Em 2014 o objetivo era vender dois milhões de litros de cerveja e 500 mil litros de Água das Pedras nesse ano e aumentar para 10 ou 12 milhões de litros de cerveja e 1 milhão de Água das Pedras nos anos seguintes.[68][69][65][70][71]
- Estados Unidos e Canadá: Em 2014 o grupo tinha como objetivo vender 1 milhão de litros de Água das Pedras nestes dois mercados.[72]
- Arábia Saudita: Em 2007 a Unicer e a Faculdade de Engenharia da Universidade do Porto (FEUP) apresentaram um processo inovador de desalcoolização para produção de cerveja sem álcool.[73] Este processo patenteado vai levar ao desenvolvimento de três novas cervejas Super Bock sem álcool (clássica, preta e pêssego).[73] Os principais mercados para essas cervejas são os países Árabes. Em 2013 o objetivo era vender 2 milhões de litros neste mercado, no primeiro ano, e 10 milhões de litros nos anos seguintes.[74][75][76][77]

## Marcas

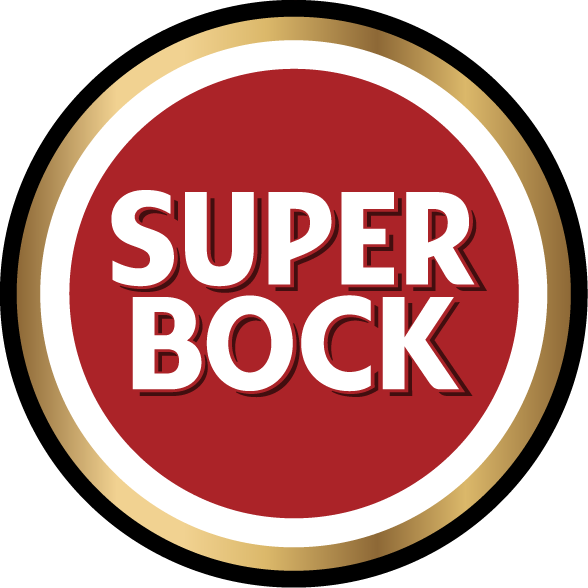

### Cervejas
- Super Bock
- Carlsberg
- Cristal
- Cheers
- Moussy

### Refrigerantes
- Frisumo
- Frutis
- Snappy
- Guaraná Brasil
- Frutea

### Águas
- Pedras Salgadas
- Vitalis
- Vidago
- Melgaço

### Vinhos
- Quinta do Minho
- Campo da Vinha
- Porta Nova
- Vinha das Garças
- Vinha de Mazouco
- Planura
- Monte Sacro
- Vini
- Vini Sangria

### Sidras
- Somersby

## Centros de produção
- Leça do Balio com o museu Super Bock Casa da Cerveja
- Pedras Salgadas
- Castelo de Vide
- Caramulo (até 2019)
- Envendos
- Melgaço
- Póvoa do Lanhoso
- Poceirão

## Turismo
A compra da totalidade do capital da VMPS - Vidago, Melgaço e Pedras Salgadas em 2002, e a sua integração na ainda Unicer - incluindo os extensos parques naturais e unidades termais e hoteleiras - possibilitaram a entrada no sector do Turismo.
Em 2005, foi lançado o projeto Aquanattur (Projecto Industrial e Turístico de Pedras Salgadas e Vidago), com um grande investimento na requalificação desses parques.
- Pedras Salgadas Spa & Nature Park
O Pedras Salgadas Spa & Nature Park é um conjunto turístico, onde o alojamento se faz em 12 'eco-houses', pequenas casas construídas em madeira e ardósia, constituídas por oito módulos que foram instaladas contornando a natureza, para que não fosse abatida nenhuma árvore. Este projeto teve autoria do arquiteto Luís Rebelo de Andrade. O antigo balneário termal aloja o Spa Termal, renovado pelo arquiteto Siza Vieira. 
Além das 12 casas do projeto inicial, as 'eco-houses' (cuja arquitetura já foi premiada), o parque conta ainda com duas 'tree houses' - casas, de uma menor dimensão, que se elevam entre as árvores criando a fantasia de verdadeiras casas na árvore.
- Vidago Palace Hotel
O Vidago Palace Hotel conta com 70 quartos e suites, alguns com pátios privativos, distribuídos pelos quatro pisos. O hotel, elevado à categoria de cinco estrelas, reabriu ao público em 2010 com um spa termal e um renovado  campo de golfe de 18 buracos.

## Responsabilidade Social
O Super Bock Group dedica-se a 5 áreas, entendidas como prioridade da empresa: Pegada Ecológica; Colaboradores; Comunidade; Parceiros de Negócio; e Consumidor, através da promoção do consumo responsável e da promoção de um Estilo de Vida Ativo e Social.
Nestas áreas destacam-se alguns projetos:
- Em 2006, a Unicer lançou o projeto EnSave, desenhado em colaboração com a Danfoss Solutions, que permitiu poupar, em Leça do Balio, 90 milhões de litros de água, 3.600 MW de eletricidade e 26% do consumo de dióxido de carbono. 
- Em 2007, a Unicer foi galardoada com o prémio «Cidadania das Empresas e Organizações» atribuído pelo AESE (Associação de Estudos Superiores de Empresa).
- Em 2008, a Unicer lança-se em dois projetos de criação de prémios que reconhecessem talento e inovação nacional e internacional. O primeiro foi o «Prémio Produto Inovação», em colaboração com a COTEC, para galardoar produtos inovadores desenvolvidos em solo português.
- O Prémio Nacional de Indústrias Criativas, em colaboração com a Fundação Serralves e com o apoio de uma rede de parceiros estratégicos em diversos sectores, foi outro prémio lançado em 2008. Este prémio, hoje já na sua 7ª edição, tornou-se uma porta de entrada para a criação e geração de muitos negócios na área da criatividade e da cultura, de tal forma que venceu, em 2012, o Prémio Europeu da Promoção Empresarial.
- Em Novembro de 2009, a Unicer assina as cartas de compromisso promovidas pela APAN e pela FIPA – «Publicidade dirigida a Crianças» e «Reformulação Nutricional e Informação aos Consumidores» – com vista à promoção de estilos de vida mais saudáveis e ao combate dos maus hábitos alimentares.
- A Unicer tem vindo a colaborar com as Universidades, tendo sido reconhecida pela Faculdade de Engenharia da Universidade do Porto pela relevância da sua colaboração em projetos com esta universidade, em particular com os departamentos de Engenharia Química, Engenharia Biológica e Engenharia e Gestão Industrial; e pela Escola de Engenharia da Universidade do Minho (EEUM) pelo apoio continuado a projetos de ensino e de investigação desta Escola, em particular com o Departamento de Engenharia Biológica.
- A 5 de Dezembro de 2013, mais de uma centena de colaboradores saíram à rua e envolveram-se numa grande ação de voluntariado junto de instituições, famílias e/ou pessoas em situação de maior vulnerabilidade e/ou carência.
- O CAIS Recicla, projeto de empreendedorismo social criado pela CAIS e Unicer, foi distinguido e reconhecido pelo Presidente da República, Cavaco Silva, em 2013, pelo trabalho para a promoção da capacitação socioprofissional de pessoas em situação de pobreza e exclusão social.
De acordo com os últimos dados da Direção-Geral de Estatísticas da Educação e Ciência (DGEEC), divulgados em Fevereiro de 2015, relativos às empresas com mais despesa em atividades de I&D em 2012 em Portugal:
- o Grupo Unicer mantém o 2.º lugar na lista de empresas/grupos das indústrias química, farmacêutica e agro-alimentar com mais despesa intramuros em atividade de I&D em 2012.
- o Grupo Unicer subiu para 5.º lugar na lista de empresas/grupos com mais despesa intramuros em atividades de I&D em 2012.

## Distinções
- Unicer
A Unicer foi distinguida pela excelência das suas campanhas de ativação no ponto de venda, nos prémios internacionais POPAI. No total, recebeu 9 galardões (Índios), 4 de ouro, 3 de prata e 2 de bronze, sendo a empresa produtora nacional e internacional mais galardoada nesta edição.
Em 2011, o Relatório de Gestão 2010 da Unicer foi distinguido na categoria «Annual Reports» enquanto peça de design de excelência, pelos Red Dot Awards: Communication Design.
No final de Maio de 2015, o livro comemorativo dos 125 anos da Unicer, "Unicer, uma longa história", venceu o Grande Prémio do Ano e o Grande Prémio na categoria «Livros», no âmbito dos prémios Papies’15, que premeiam o melhor da comunicação gráfica a nível internacional.
- Marcas
Em 2002, no ano em que comemorou o seu 75.º aniversário, a Super Bock tornou-se a primeira cerveja portuguesa (e uma das primeiras da Europa) a receber certificação de qualidade.
Em 2009, a Água das Pedras reforça o seu lugar no panorama nacional ao ser a primeira marca portuguesa de águas a receber o ITKY (Superior Taste Award). Nos anos de 2011 e 2012, a Água das Pedras foi galardoada com o Superior Taste Award, prémio concedido pelo International Taste & Quality Institute.
Em 2012, as cervejas Carlsberg e Super Bock, produzidas pela Unicer, foram distinguidas pelo grupo Carlsberg, à escala internacional, como as cervejas com maior qualidade.
Na edição de 2014 da competição internacional Monde Selection, as marcas Pedras e Super Bock receberam, respetivamente, a grande medalha de ouro e a medalha de ouro. A Super Bock é a única marca no mercado a ganhar 36 medalhas de ouro, sendo 32 consecutivas, no concurso internacional Monde Selection da la Qualité.
- Turismo
Em 2012, o Pedras Salgadas Spa & Nature Park, do Arquiteto Luís Rebelo de Andrade, foi o grande vencedor do prémio Building of the Year 2012, do ArchDaily, na categoria «Hotels and Restaurants».
Em 2014, o projeto Pedras Salgadas Spa & Nature Park foi distinguido como Melhor Resort nos prémios Travel+Leisure Design Award. O empreendimento turístico Vidago Palace Hotel foi também distinguido nos World Luxury Hotel Awards 2014.